# Karins ansikte
Karins ansikte és un curtmetratge suec dirigit per Ingmar Bergman, estrenat el 1984.

## Argument
Karins ansikte , del nom de la mare del cineasta són fotografies de família, una darrera l'altra, sense comentaris, acompanyades de la música de Käbi Laretei - d'altra banda, anterior esposa d'Ingmar Bergman.